# Ken Liu
Ken Liu (geboren als 刘宇昆; Liú Yǔkūn, Lanzhou, 1976) is een Amerikaanse schrijver van fantasy- sciencefictionboeken. Hij won onder meer drie Locus Awards, drie Hugo Awards, een World Fantasy Award, een Nebula Award en een Seiun Award voor zijn boeken, korte verhalen en vertalingen.

## Biografisch
Liu werd geboren in China en verhuisde op zijn elfde met zijn ouders naar de Verenigde Staten. Hij studeerde Engelse literatuur en computerwetenschappen aan Harvard College en haalde in 1998 zijn bachelor. Hij ging daarna werken als softwareontwikkelaar voor Microsoft en rechten studeren aan Harvard Law School, wat in 2004 resulteerde in een doctoraat. Liu werkte vervolgens een aantal jaar als bedrijfsjurist en specialiseerde zich uiteindelijk in hightech-zaken.
Liu's eerste publicatie was een kort verhaal in 2002. Hij bleef daarna jaren schrijven in korte vorm en bracht in 2011 The Paper Menagerie uit, een kort verhaal over een Chinees-Amerikaanse jongen wiens moeder de gave heeft om papieren dieren tot leven te wekken. Hiervoor won hij onder meer een Hugo Award, een World Fantasy Award en een Nebula Award. Liu ging daarnaast boeken van Chinese schrijvers vertalen in het Engels, zoals The Three-Body Problem en Death's End van Liu Cixin. Voor deze vertalingen won hij achtereenvolgens een Hugo Award en een Locus Award.
Liu bracht in 2015 zijn eerste volledige eigen boek uit, The Grace of Kings. Dit gaat over twee mannen in een magische wereld die samen de keizer onttronen, maar daarna leiders worden van twee rivaliserende kampen die allebei heel anders denken over hoe het land bestuurd moet worden. Dit boek mondde uit in de serie The Dandelion Dynasty, die Liu in 2016 vervolgde met The Wall of Storms, in 2021 met The Veiled Throne en in 2022 met Speaking Bones. In de tussentijd publiceerde hij ook onder meer een aantal verhalenbundels en het boek The Legends of Luke Skywalker, waarin een aantal personages in het Star Wars-universum elkaar verhalen die al dan niet waar zijn vertellen over Luke Skywalker.